# Ann Grete Nørgaard
Ann Grete Nørgaard (Viborg, 1983. szeptember 15. –) korábbi dán válogatott kézilabdázó, balszélső. 2022-es visszavonulása előtt a Silkeborg-Voel KFUM játékosa volt. A válogatottban 2016-ban jelentette be, hogy visszavonul.

## Pályafutása
Nørgaard 1996-tól játszott a Viborg HK csapatánál. A 2004–2005-ös illetve a 2005–2006-os szezont kölcsönben a másodosztályú Skive fH-nál töltötte. 2006-ban igazolt az első osztályba, a Randers HK csapatához. A 2008–2009-es szezon előtt felbontották a szerződését. A világgazdasági válság miatt azonban nem tudott csapatot találni magának, így a Viborg HK harmadosztályban szereplő amatőr csapatánál kezdte a 2008–2009-es szezont.
2009 márciusában az első csapatnál megsérült Gitte Aaen helyére Nørgaardot hívták be, így tagja lehetett a bajnoki címet és Bajnokok ligáját nyerő csapatnak. A következő szezont a Horsens HK-nál töltötte, majd 2010-től öt évet a Team Tvis Holstebro csapatában töltött. Ezzel a csapattal kétszer nyerte meg az EHF-kupát.
2015-től ismét a Viborg HK játékosa. 4 év után, 2019-től a román SCM Râmnicu Vâlcea játékosa lett. 2020 decemberében a klubbal közös megegyezéssel szerződést bontottak és Nørgaard azonnali hatállyal távozott. 2021 januárjában hivatalossá vált, hogy a norvég Storhamar HE balszélsője lesz. Félévet töltött a norvég csapatban, majd 2021. augusztus 10-én derült ki, hogy hazatér és a Silkeborg-Voel KFUM játékosa lesz.
A dán válogatottban 2007. február 28-án mutatkozhatott be. Pályára lépett a 2012-es olimpián Londonban. A 2012-es Európa-bajnokságon ötödik helyezett dán válogatott legeredményesebb játékosa volt a hét mérkőzésen szerzett 37 találatával. Érmet a válogatottal a 2013-as világbajnokságon szerzett, amikor a harmadik helyen végeztek.

## Sikerei
- Dán bajnokság győztese: 2001, 2002, 2004, 2006, 2009
- Bajnokok ligája győztese: 2006, 2009
- EHF-kupa győztes: 2004, 2013, 2015
- Világbajnokság bronzérmes: 2013